# Deh Rawod
Deh Rawod (ook getranslitereerd als Deh Rawood) is een stad in het district Deh Rawod in het zuidwesten van de Afghaanse provincie Uruzgan. Het ligt zo'n 400 kilometer ten zuidwesten van Kabul. Het is een bergachtig gebied zonder infrastructuur, en geldt als een steunpunt van de Taliban. In 2006 werd hier de tweede basis van de Nederlandse ISAF-troepen in Uruzgan gevestigd: Camp Hadrian.
Op 10 juli 2007 vond er op de bazaar in de stad een zelfmoordaanslag plaats waarbij acht Nederlandse militairen gewond raakten. Eerste luitenant Tom Krist is in eerste instantie zwaargewond geraakt en vervolgens in het CMH, Centraal Militair Hospitaal in Utrecht overleden aan zijn verwondingen. Verder werden er 17 Afghaanse burgers gedood en raakten er 30 mensen gewond. Op 12 januari 2008 zijn er bij vuurgevechten nabij Deh Rawod twee Nederlandse militairen om het leven gekomen. Een ander verloor beide benen.
Op 6 september 2009 kwam nabij Deh Rawod de 26-jarige Nederlandse korporaal Kevin van de Rijdt om bij een vuurgevecht. Hij was de eerste Nederlandse commando die er sneuvelde en de 20ste Nederlandse militair die omkwam in Afghanistan sinds het begin van de missie in Uruzgan in 2006.